# Calamotropha punctivenellus
Calamotropha punctivenellus là một loài bướm đêm trong họ Crambidae.